# Grafiskt användargränssnitt

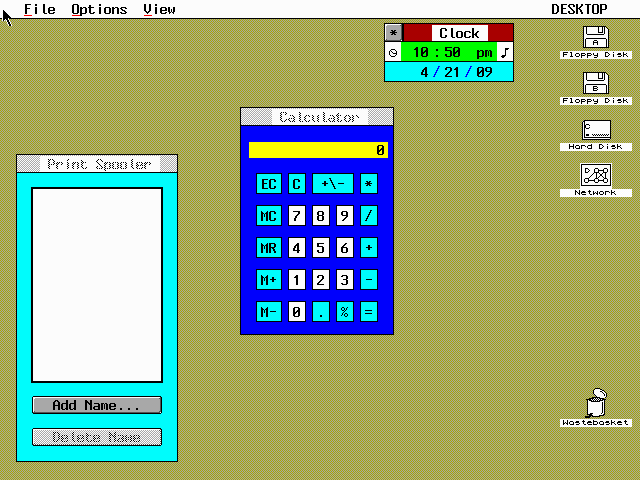
GEM var ett tidigt grafiskt användargränssnitt.

Ett grafiskt användargränssnitt (engelska: graphical user interface, GUI) är en metod för att underlätta interaktion mellan människa och dator. Detta typiskt genom bilder och grafiska element som utgör metaforer eller analogier till objekt i verkligheten.

## Historia
Det grafiska användargränssnittet har sina rötter i radarn. Datar-projektet, som startades 1949 vid den kanadensiska marinen, skulle möjliggöra att data från radar och sonar delades mellan många fartyg. För att mata in information om olika projekt behövdes en markör och ett sätt att styra markören. Svaret blev en styrkula, men de stora utmaningarna var att koppla numeriskt data från styrkulan till den analoga elektroniken, utan integrerade kretsar eller ens transistorer. Konceptet fungerade och imponerade på dem det visades för, men projektet i sin helhet krävde mer pengar än vad som kunde uppbådas.
Det moderna grafiska användargränssnittet utvecklades vid Xerox forskningscenter i Palo Alto (Xerox PARC). Centret utvecklade en mängd revolutionerande koncept men företaget lyckades sällan omvandla dem till kommersiella produkter. Också det grafiska användargränssnittet spreds genom andra aktörer, i form av  X Window System och Apple Computers Macintosh.
Apple Computer introducerade 1984 Macintosh, den första kommersiellt gångbara persondatorn med ett grafiskt gränssnitt. Utvecklingen av Macintosh påbörjades av Jef Raskin (som dock redan 1981 tvingades avgå efter en dispyt med Steve Jobs). Macintosh använde många tekniker som utvecklats utanför Apple, exempelvis av Xerox PARC, men vidareutvecklade dessa till ett så kallat Human Interface för konsumentbruk; menyer, "drag & drop", dubbelklick och papperskorgen revolutionerade persondatorn.
X Window System, grunden för det grafiska användargränssnittet på bl.a. Unix, skapades också 1984. X skiljer sig radikalt från gränssnittet på Macintosh, dels genom att det är operativsystem- och hårdvaruoberoende och avsett att kunna användas över datanät, dels genom att det endast erbjuder byggstenarna för användargränssnittet. Användargränssnittets funktioner erbjuds genom programbibliotek och fönsterhanterare, som utvecklas separat.
Microsofts Windows introducerades 1985, men det var först med Windows 3.0 år 1990 som PC-användare allmänt övergick till att använda grafiska användargränssnitt. Användargränssnittet ändrades radikalt med Windows 95 och kom då i högre grad att likna det på Macintosh.
I 2008 påbörjades Wayland som ersättning för X för Unix-liknande system. Det är ett protokoll ett C-bibliotek som implementerar protokollet. Wayland är säkrare eftersom det inte tillåter program att se annat än sitt eget förnster och enklare i sin uppbyggnad.